# 1960년 콘셉시온 지진
1960년 콘셉시온 지진(스페인어: Terremoto de Concepción de 1960 테레모토 데 콘셉시온 데 1960[*])은 1960년 발디비아 지진 이전에 일어난 여러 지진으로 1960년 발디비아 지진의 전진으로 추정되는 지진이다. 또한 이 지진으로 콘셉시온으로 향하며 임금 인상을 요구하던 시위가 중단되고 사실상 해산되었다.

## 1차 지진
첫 번째 전진은 칠레 시간으로 오전 6시 2분 57초경 발생했다. 규모는 모멘트 규모 기준으로 8.1, 표면파 규모로는 8.3이다. 최대진도는 수정 메르칼리 진도 계급으로 X (10) 이었다.

## 2차 지진
두 번째 지진은 칠레 시간으로 오전 6시 30분 44초에 발생했다. 모멘트 규모 7.1, 최대진도는 VII이다.

## 3차 지진
세 번째 지진은 본진이 발생하기 15분 전에 발생했다. 모멘트 규모 7.8, 최대진도는 VII이다.

## 같이 보기
- 칠레의 지진 목록